# Liste der Biografien/Schj
Liste der Biografien |
Portal Biografien |
Personensuche
# |
A |
B |
C |
D |
E |
F |
G |
H |
I |
J |
K |
L |
M |
N |
O |
P |
Q |
R |
S |
T |
U |
V |
W |
X |
Y |
Z |
?
 
Sa |
Sb |
Sc |
Sd |
Se |
Sf |
Sg |
Sh |
Si |
Sj |
Sk |
Sl |
Sm |
Sn |
So |
Sp |
Sq |
Sr |
Ss |
St |
Su |
Sv |
Sw |
Sy |
Sz
 
Sca–Sce |
Sch |
Sci–Scz
 
Scha |
Schc |
Schd |
Sche |
Schg |
Schi |
Schj |
Schk |
Schl |
Schm |
Schn |
Scho |
Schp |
Schr |
Schs |
Scht |
Schu |
Schv |
Schw |
Schy
Die Liste der Biografien führt alle Personen auf, die in der deutschsprachigen Wikipedia einen Artikel haben. Dieses ist eine Teilliste mit 29 Einträgen von Personen, deren Namen mit den Buchstaben „Schj“ beginnt.

## Schj

### Schje
- Schjeldahl, Peter (1942–2022), US-amerikanischer Kunstkritiker und Autor
- Schjelderup, Andreas (* 2004), norwegischer Fußballspieler
- Schjelderup, Dagny (1890–1959), norwegische Schauspielerin und Opernsängerin
- Schjelderup, Gerhard (1859–1933), norwegischer Komponist und Cellist
- Schjelderup, Ingrid (* 1987), norwegische Fußballspielerin
- Schjelderup, Mon (1870–1934), norwegische Komponistin und Pianistin
- Schjelderup, Thorleif (1920–2006), norwegischer Skispringer
- Schjelderup-Ebbe, Dag (1926–2013), norwegischer Komponist
- Schjelderup-Ebbe, Thorleif (1894–1976), norwegischer Zoologe
- Schjellerup, Hans (1827–1887), dänischer Astronom
- Schjerfbeck, Helene (1862–1946), finnlandschwedische MalerinHelene Schjerfbeck (1862–1946)

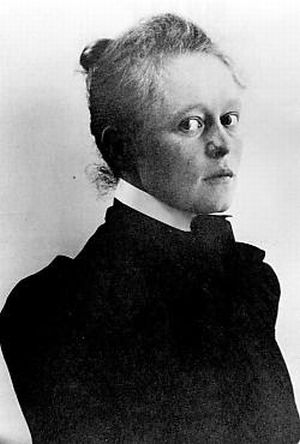
Helene Schjerfbeck (1862–1946)

- Schjerning, Otto von (1853–1921), preußischer Generalstabsarzt mit dem Rang als General der Infanterie
- Schjerve, Sebastian (* 2000), norwegischer Freestyle-Skisportler
- Schjetne, Mats (* 1991), norwegischer Poolbillardspieler

### Schjo
- Schjødt, Annæus Johannes (1857–1923), norwegischer Jurist, liberaler Politiker und Frauenrechtler
- Schjødt, Jens Peter (* 1952), dänischer Religionswissenschaftler und Religionshistoriker
- Schjoldager, Mette (* 1977), dänische Badmintonspielerin
- Schjønberg, Michael (* 1967), dänischer Fußballspieler und -trainer
- Schjørring, Jens Holger (* 1942), dänischer evangelischer Theologe, Kirchenhistoriker und Hochschullehrer
- Schjøtt, Hagbarth (1894–1994), norwegischer Geschäftsmann
- Schjøtt, Halfdan (1893–1974), norwegischer Segler
- Schjött, Irma (* 1998), schwedische Handballspielerin
- Schjøtt, Mathilde (1844–1926), norwegische Schriftstellerin, Literaturkritikerin und Frauenrechtlerin
- Schjøtt, Mathilde (1876–1959), Realschullehrerin und erste Beamte Norwegens
- Schjøtt, Peter Olrog (1833–1926), norwegischer klassischer Philologe und Politiker
- Schjøtt, Sofie (1871–1950), Juristin und erste Richterin Norwegens
- Schjøtt, Trygve (1882–1960), norwegischer Segler
- Schjøtt-Kristensen, Mie (* 1984), dänische Badmintonspielerin
- Schjøtt-Pedersen, Karl Eirik (* 1959), norwegischer Politiker der sozialdemokratischen Arbeiterpartei